# Podgorzałka różowodzioba
Podgorzałka różowodzioba, hełmiatka różowodzioba (Metopiana peposaca) – gatunek dużego ptaka z rodziny kaczkowatych (Anatidae). Występuje w środkowej i południowej części Ameryki Południowej. Nie jest zagrożony wyginięciem.

## Systematyka
Gatunek został opisany w 1816 przez francuskiego przyrodnika Louisa Jeana Pierre’a Vieillota pod nazwą Anas peposaca. Okazy typowe pochodziły z Buenos Aires oraz z Paragwaju. Niekiedy umieszczana w monotypowym rodzaju Metopiana. Gatunek ma wyraźną tendencję do krzyżowania się z hełmiatką oraz innymi grążycami z rodzaju Netta. Mieszańce są zdolne do rozrodu. Hybrydy tworzy także z niespokrewnionymi gatunkami, jak kaczki z rodzaju Anas, drzewicami białolicymi, karolinką oraz dziwonosem. Gatunek monotypowy, brak podgatunków.

### Znaczenie nazwy
Nazwa rodzajowa Netta pochodzi od greckiego słowa oznaczającego kaczkę, a peposaca pochodzi od nazwy tej kaczki w języku guarani – Ihpé pepó-sakâ. Polska nazwa nawiązuje do różowego dzioba tego ptaka.

## Charakterystyka

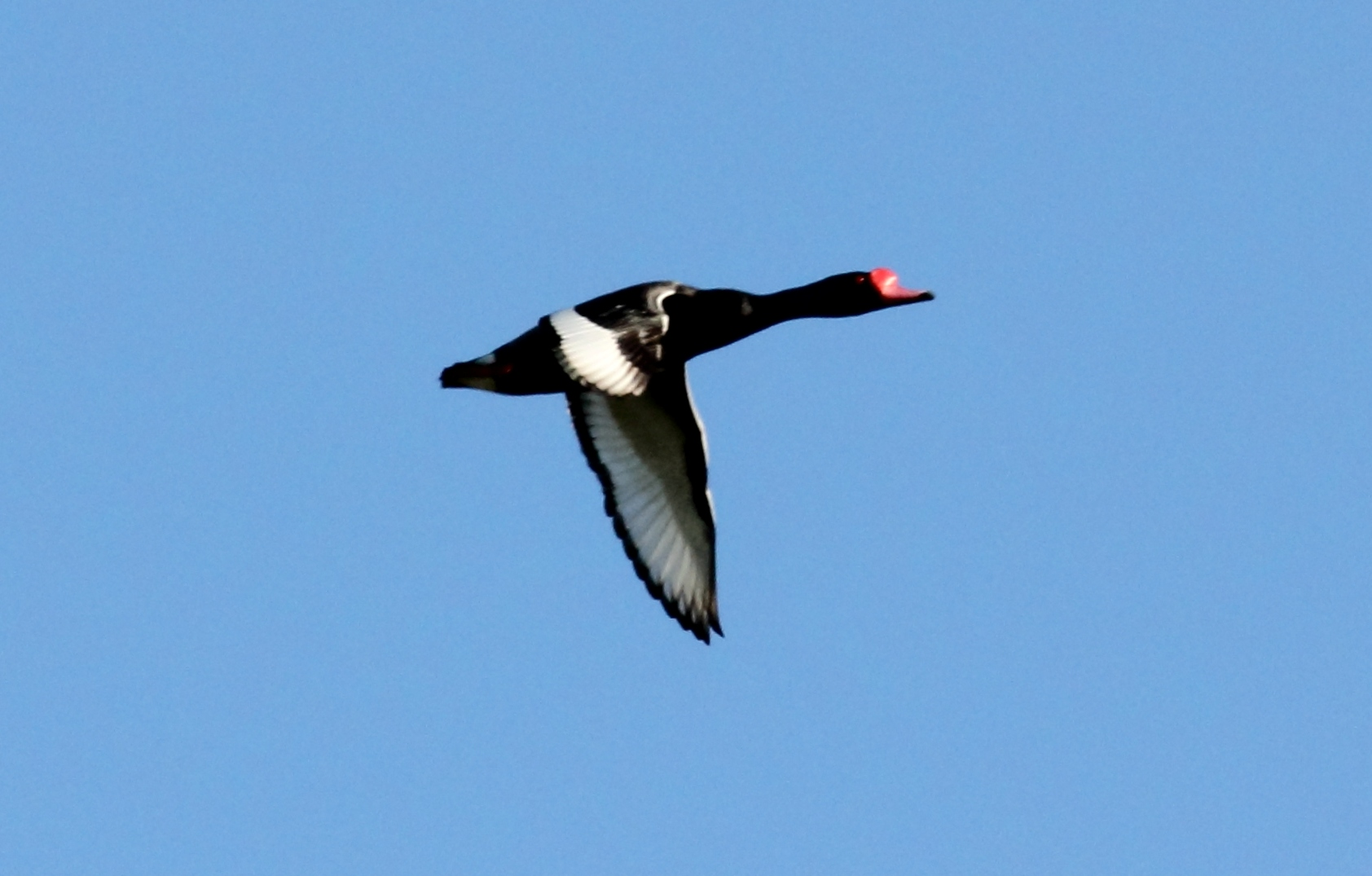
Samiec w locie

Ogólna długość ciała wynosi 49–56 cm. Skrzydło ma długość 228–245 mm, dziób 61–66 mm, a sam tułów 41–56 cm. Masa ciała wynosi około jednego kilograma. Ogon u samca ma długość 60–69 mm, u samicy zaś 62–76 mm.
Obie płcie charakteryzują się pomarańczowymi nogami i szarobrązowymi sterówkami. Występuje bardzo wyraźny dymorfizm płciowy. Dziób samca ma na początku zgrubienie, które jest różowe; różowy pasek biegnie także przez środek, a reszta jest biała. Ma on żółte tęczówki. Kształt dzioba samicy jest bardziej typowy, bez paska przez środek i z szarą resztą. Ma ona czarne tęczówki. U obu płci dziób czarno zakończony. Samiec ma fioletowo opalizujące, czarne głowę i pierś. Spód ciała, z wyjątkiem białych pokryw podogonowych, brudnobiały w delikatne, czarne prążki. Wierzch ciała jest natomiast ciemnoszary w białe prążki. Lotki białe z czarnymi końcówkami. Samice o ciemnobrązowym wierzchu ciała, z białymi znaczeniami przy karku i dziobie. Poza tym całe rudobrązowe, z wyjątkiem białych pokryw podogonowych.
Młode ptaki przypominają samice, lecz mają ciemniejsze dolne partie ciała i szarożółte nogi. Pisklęta po wykluciu na wierzchu są jasnobrązowe, a na spodzie ciała jaskrawożółte. Mają szaroniebieski dziób i szare nogi.

## Występowanie
Hełmiatka różowodzioba występuje w środkowej i południowej części Ameryki Południowej. Część populacji wędrowna. Ptaki osiadłe zasiedlają centralną część Chile, Boliwię, Paragwaj oraz północną Argentynę i Urugwaj, bardzo rzadko spotyka się je na południu Brazylii. Populacja z południowej Argentyny na zimę migruje na północ. Zasięg występowania szacowany jest na około 7 740 000 km². Siedliskiem są różnego rodzaju bagna pokryte gęstą, unoszącą się roślinnością. Spotykana także na płytkich jeziorach, które przekraczają powierzchnią 8 ha. Zazwyczaj spotykana na wysokości do 3000 m n.p.m.
Komisja Faunistyczna Sekcji Ornitologicznej Polskiego Towarzystwa Zoologicznego wymienia ją na liście gatunków stwierdzonych w Polsce, lecz nie zaliczonych do awifauny krajowej (kategoria E w klasyfikacji AERC – pojaw nienaturalny).

## Pożywienie
Netta peposaca zdobywa pożywienie zanurzając głowę oraz przewracając się do góry nogami tak, że wystaje jedynie tylna część ciała (podobnie, jak czynią to łabędzie nieme). Czasami żeruje także na lądzie. Rzadko nurkuje. Pożywienie stanowią małe korzonki, wegetatywne części roślin wodnych, niewielkie ryby, małe owady oraz ślimaki (ampularie). Żołądek pewnego samca złapanego w październiku zawierał 60% pokarmu zwierzęcego i 40% pokarmu roślinnego.

## Tryb życia i zachowanie

### Głos
Odgłosy wydawane przez samca nie są efektowne i głośne, słychać je jedynie z małej odległości. Jest to mruczące lub ochrypłe „kah-h-h”. Samce cechują się bardzo dużą tchawicą, o długości dochodzącej do 22 cm. Jej środkowa część jest wyeksponowana, o kulistym kształcie, długim na 3 cm i szerokim na 2,5 cm. Podobna jej budowa spotykana jest u uhli (Melanitta fusca) i kamieniuszki (Histrionicus histrionicus).

### Relacje z innymi gatunkami
Hełmiatki różowodziobe często są gospodarzami pasożytek. W 1920 roku E. Gibson wspomniał o tworzeniu mieszanych stad z podgatunkiem spinicauda rożeńca żółtodziobego na jesieni, a także o rzekomym pasożytowaniu na gniazdach.

## Lęgi
Lęgi wyprowadza zależenie od regionu. Ptaki w Paragwaju gniazdują od stycznia do marca, pozostała część populacji w październiku i w listopadzie. Zaloty nie wyróżniają się żadnymi szczególnymi pozami. Ptak sezonowo monogamiczny. Gniazdo znajduje się na brzegu roślinności porastającej staw, ma puszystą wyściółkę i wystaje 6 cali (około 15 cm) nad powierzchnię wody. Buduje je pojedynczy ptak albo luźna grupa. Samica składa 8–12 kremowych do zielonkawych jaj, mają one wymiary 58×42,8 mm. W przypadku zniszczenia lęgu (lęgów) może znosić nawet do 30 jaj. Znajdowano je także w obcych gniazdach, m.in. różnych łysek, łabędzi i mewy patagońskiej. W trakcie inkubacji zajmuje się nimi wyłącznie samica. Pisklęta wykluwają się synchronicznie i ważą wtedy około 32,8 g. Po wykluciu podążają za samicą. Są w pełni opierzone po około 50–75 dniach.

## Status
IUCN uznaje hełmiatkę różowodziobą za gatunek najmniejszej troski (LC, Least Concern) nieprzerwanie od 1988 roku. Liczebność światowej populacji szacuje się na około milion osobników. Trend liczebności populacji uznawany jest za wzrostowy.